# Алесандро Салвио
Алесандро Салвио (итал. Alessandro Salvio; око 1570—око 1640) је био италијански шахиста за ког се сматра да је био незванични првак света у шаху око 1600. године.
Основао је Италијанску шаховску академију у Напуљу (Италија), а написао је књигу итал. Trattato dell'Inventione et Arte Liberale del Gioco Degli Scacchi која је 1604. године објављена у Напуљу. Такође је написао књигу итал. Il Puttino (објављена 1634).